# میتن
میتن (به ازبکی: Mitan) یک منطقهٔ مسکونی در ازبکستان است که در شهرستان اشتیخان واقع شده‌است. میتن ۵٬۷۰۰ نفر جمعیت دارد.